# Istiompax indica

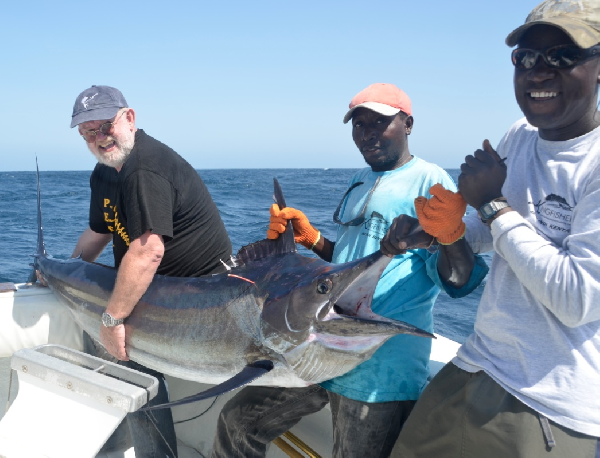
Istiompax indica

Il marlin indopacifico (Istiompax indica  (Cuvier, 1832)), conosciuto anche come marlin nero, è un pesce di mare appartenente alla famiglia Istiophoridae proveniente dall'Indo-Pacifico. È l'unica specie del genere Istiompax Whitley, 1931.

## Distribuzione e habitat
È una specie migratrice diffusa soprattutto nelle zone tropicali dell'oceano Pacifico e nell'oceano Indiano. È comune nei pressi di Capo di Buona Speranza e da lì si spinge talvolta nell'oceano Atlantico, dove però non ne sembrano esistere popolazioni stabili. Nell'oceano Indiano è segnalato lungo la costa dell'Africa orientale (dal Sudafrica al Gibuti, Madagascar e Seychelles inclusi) nonché alle Chagos, mentre nell'est dell'oceano Pacifico il suo areale si estende dalla California al Cile. È stato segnalato anche nel mar Mediterraneo, dove è però rarissimo: nel 1987 un esemplare è stato pescato a Camogli, nel mar Ligure, dove era arrivato probabilmente attraverso lo stretto di Gibilterra.
Si trova spesso nei pressi della costa, o nelle zone attorno alle barriere coralline; sebbene di solito non scenda oltre i 100 m di profondità può arrivare anche a 950. Nuota in zone con temperature di circa 15 °C-30 °C.

## Descrizione
Presenta un corpo molto allungato e compresso sui lati, di grandi dimensioni: è una specie che cresce molto rapidamente e può raggiungere i 465 cm per 750 kg di peso, anche se di solito non misura più di 380. Le femmine sono di dimensioni maggiori e di solito gli esemplari che superano 270 cm sono femmine. La fronte è alta, mentre la mascella superiore, come nelle altre specie della sua famiglia, è molto allungata e forma un rostro utile al pesce quando caccia.
La prima pinna dorsale è bluastra e decisamente più lunga della seconda, ma non è più alta del corpo, e ciò permette di distinguere facilmente questa specie da Istiophorus albicans. Anche le pinne anali sono due, marroni. La colorazione è più chiara sul ventre, dove tende al grigio argentato con talvolta fasce più scure, mentre il dorso è blu grigiastro. La pinna caudale è a forma di mezzaluna. A differenza di Makaira nigricans presenta pinne pettorali molto rigide e mai ripiegate lungo il corpo. Può vivere fino a 12 anni.
I marlin sono tra i pesci più veloci, ma con riferimento alla loro velocità i media popolari forniscono spesso cifre poco verosimili, come ad esempio l'informazione secondo cui raggiungerebbero i 132 km/h. Alcune ricerche scientifiche compiute di recente lasciano intuire che la velocità si attesta poco al di sopra dei 36 km/h.

## Biologia

### Comportamento
È un migratore stagionale che si sposta in acque più fredde durante l'estate.

### Alimentazione
È una specie carnivora dalla dieta molto varia, composta da diverse specie di invertebrati marini e pesci. Le prede più frequenti sono, tra i pesci, acciughe, pesci volanti, Carangidi (Atule mate), Corifenidi, Gempilidi, pesci scatola, Alepisauridi, pesci balestra, pesci farfalla, Sternoptychidae, Chiasmodontidi, pesci palla, tonni, sgombri e pesci spada.. Gli invertebrati di cui si nutre più frequentemente sono cefalopodi, in particolare calamari e seppie, raramente crostacei.

### Predatori
È spesso preda di squali  e orche; i giovani sono predati anche da carangidi, altri marlin, e sgombridi tra cui i tonni.

### Parassiti
Può presentare diverse specie di copepodi parassiti, come Pennella instructa, Pennella filosa, Gloiopotes huttoni, Philichthys xiphiae e Gloiopotes watsoni.

### Riproduzione
È oviparo e la fecondazione è esterna. Non ci sono cure nei confronti delle uova, fino a 40 milioni, e delle larve, pelagiche.

## Tassonomia
Per molto tempo è stato attribuito al genere Makaira.

## Pesca
È pescato molto frequentemente (5000 tonnellate ogni anno) sia per essere venduto come alimento, soprattutto in Giappone dove viene utilizzato per preparare il sashimi, sia per la pesca sportiva.

## Conservazione
Potrebbe essere minacciato dalla pesca intensiva, ma mancano informazioni precise sulla pesca in alcune zone dell'oceano Pacifico. In alcune zone ne è stata vietata la cattura; forse la sua popolazione è in calo come quella di Makaira nigricans. Questa specie viene classificata quindi come "dati insufficienti" (DD) dalla lista rossa IUCN.